# Acridotheres grandis
Mainá-grande ou mainato-de-olho-preto(Acridotheres grandis) é uma espécie de passeriforme da família Sturnidae.
Pode ser encontrada nos seguintes países: Bangladesh, Butão, Camboja, China, Índia, Laos, Malásia, Myanmar, Tailândia e Vietname.